# Emma Haruka Iwao
Emma Haruka Iwao (Kaizuka, 21 de abril de 1984) es una informática teórica japonesa y desarrolladora de programación en la nube para Google. En 2019 Haruka Iwao calculó el valor del número π con la mayor aproximación conseguida hasta el momento; alcanzando los 31,4 billones de dígitos, superando por mucho el anterior récord de 22 billones.

## Origen y formación
Desde niña, Iwao se interesó por el número pi. Encontró inspiración en matemáticas japonesas como Yasumasa Kanada. Estudió computer science en la Universidad de Tsukuba, donde recibió clases de Daisuke Takahashi. Fue galardonada con el premio Dean a la Excelencia en 2008, antes de comenzar su carrera en computación. Su trabajo de fin de máster trataba sobre sistemas informáticos de alta versatilidad. Tras graduarse, Iwao desempeñó diferentes trabajos como ingeniera del software, trabajando para Panasonic, GREE y Red Hat.

## Carrera profesional
Iwao se unió a Google como Cloud Developer Advocate en 2015. Inicialmente trabajó para Google en Tokio, para mudarse posteriormente a Seattle en 2019. Iwao offers training in the use of the Google Cloud Platform (GCP), as well as supporting application developers. She works to make cloud computing accessible for everyone, creating online demos and teaching materials.
En marzo de 2019 Iwao calculó el valor del número π con 31,4 billones de dígitos, utilizando 170 Terabytes (TB) de datos. El cálculo usó un programa multihilo llamado y-cruncher empleando más de 25 ordenadores simultáneamente durante 121 días.